# Miquel Curanta i Girona
Miquel Curanta i Girona (Pals, 1977) és un gestor català, director de l'Institut Català de les Empreses Culturals entre 2018 i 2022. Va estudiar Comunicació Audiovisual a l'Escola de Gestió Empresarial de Girona, i posteriorment va realitzar un postgrau de Gestió i Estratègia en Social Media (ESIC Business School) i un màster en Direcció de Màrqueting i Comunicació a la Universitat Oberta de Catalunya. Entre 2008 i 2018 fou el director del TR3SC. Anteriorment, entre altres responsabilitats, ha estat soci fundador de la productora Creativa Audiovisual (2006-2008); cap de l'àrea de música del TR3SC (2006); productor i creatiu publicitari a la Cadena SER (2002-2006); sotscap tècnic i cap d'emissions a Ona Catalana (2000-2002); locutor de les emissores del Grup Flaix (1998-2000) i de la Cadena SER a Girona (1996-2000). Curanta també ha estat soci fundador i codirector de Ràdio Capital de l'Empordà i soci fundador d'Empordanet Televisió (1998-2007).